# Phaneta parvula
Phaneta parvula is een vlinder uit de familie van de bladrollers (Tortricidae). De wetenschappelijke naam van de soort is voor het eerst geldig gepubliceerd in 2010 door Donald J. Wright.

## Type
- holotype: "male. 28.VII.2003. leg. D.J. Wright. genitalia slide no. DJW 1958"
- instituut: USNM, Smithsonian Institution, Washington, U.S.A.
- typelocatie: "USA, Idaho, Oneida County, Curlew National Grassland"